# Xuanwei
Xuanwei (宣威 ; pinyin : Xuānwēi) est une ville de la province du Yunnan en Chine. C'est une ville-district placée sous la juridiction administrative de la ville-préfecture de Qujing.

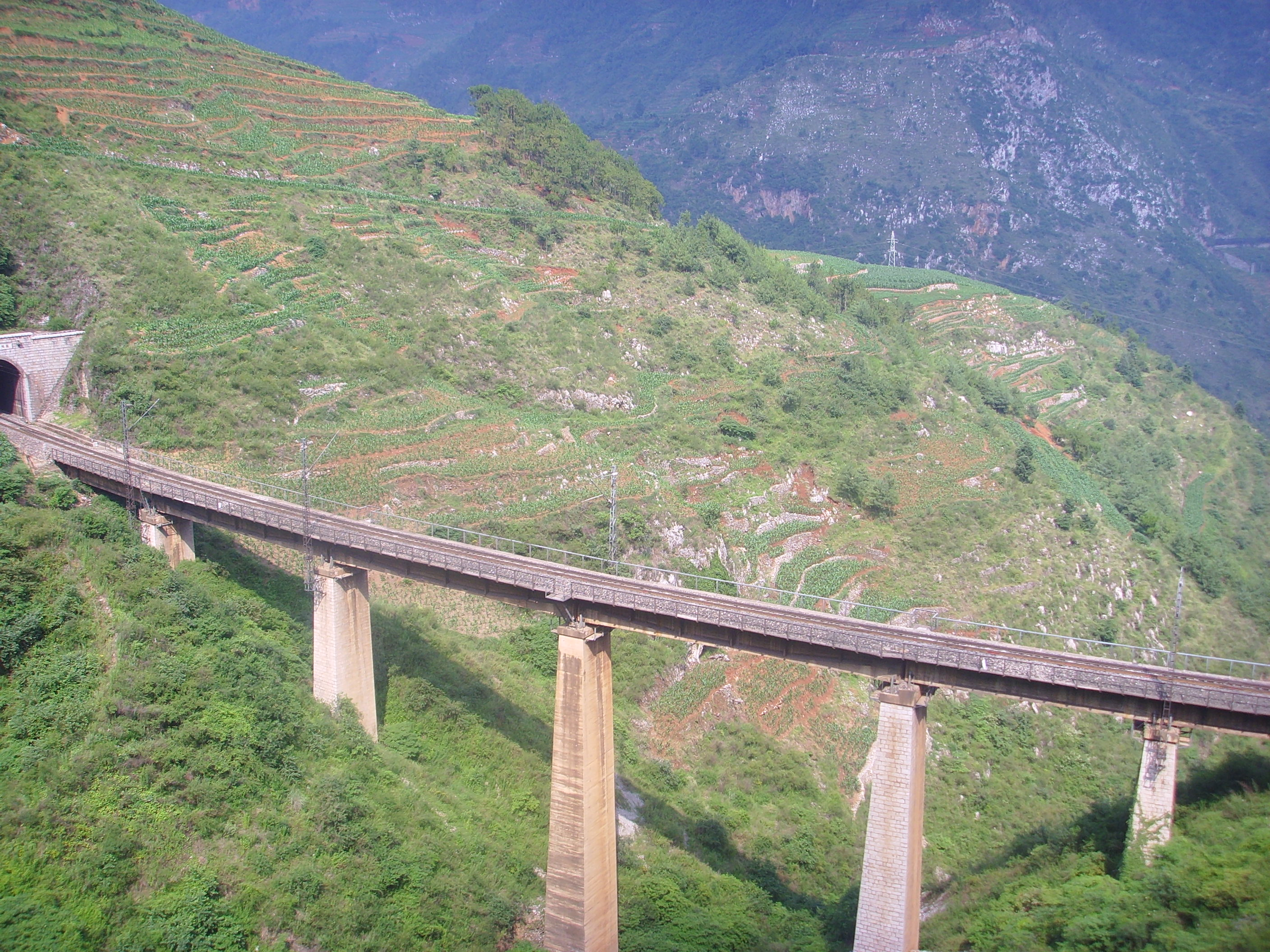

## Démographie
La population du district était de 1 279 597 habitants en 1999.

## Spécialité
Xuanwei est connue pour la qualité de ses jambons, grande spécialité culinaire du Yunnan...